# Płochowo
Płochowo – wieś w Polsce położona w województwie podlaskim, w powiecie monieckim, w gminie Goniądz.
W lipcu i sierpniu 1944 wojsko niemieckie wysiedliło mieszkańców wsi. Zabudowania Niemcy rozebrali lub spalili.
W latach 1975–1998 miejscowość administracyjnie należała do województwa łomżyńskiego.
Wierni kościoła rzymskokatolickiego należą do parafii Wniebowstąpienia Pańskiego w Osowcu.